# Fraates d'Armènia
Fraates va ser marzban d'Armènia de l'any 588 al 591. L'historiador armeni Sebeos li dona el nom de Fravardín.
L'any 589 els perses van ocupar Martiriòpolis, i l'Imperi Romà d'Orient va construir enfront la ciutat de Mauriciòpolis. El general persa Vararanes Chobin (que l'any següent va usurpar el tron sassànida) va ser derrotat a la zona pels romans d'Orient.
El 590 un exèrcit romà d'Orient sota el comandament del patrici Joan va entrar a la Persarmènia i va assetjar Dvin. Però abans de prendre-la el pretendent al tron persa, Còsroes II Abharcez, fill d'Ormazd IV, es va refugiar a l'Imperi Romà d'Orient i va prometre cedir la Mesopotàmia del nord, i part d'Armènia i Ibèria fins a Nisibe l'Imperi Romà d'Orient si l'ajudaven a prendre el poder. Maurici va decidir ajudar-lo i els romans d'Orient van passar a l'ofensiva deixant la lluita davant de Dvin. D'altra banda Vararanes Chobin va oferir als nakharark reinstaurar el regne d'Armènia i nomenar rei a qui ells elegissin. L'oferta es va dirigir a un membre de la casa dels Mamiconis, Musel II, de filiació no determinada (que l'historiador Joan Mamiconi diu que va ser nakharar de Mokq i que va tenir com a lloctinent a Khouth, nakharar de Taron i Sanasun o Sassun), però la proposta va ser rebutjada, ja que els nakharark se sentien lligats per jurament a la dinastia que representava Còsroes II i a l'Imperi Romà d'Orient per lligams religiosos.
Les forces del marzban es van desplaçar cap a Mesopotàmia per participar en la guerra contra els romans d'Orient a la regió de Nisibe. En tornar a Armènia va guanyar una batalla prop de Txalkadjur (al Beznunik, nord-oest del llac Van). Les forces de Vararanes i les de Còsroes i els romans d'Orient es van enfrontar a Balaroth (armeni Vararat) prop de Gandja (grec Kantzakon) a la província d'Outi o Uti. Vararanes va ser derrotat i va fugir a Balkh on va morir. Còsroes va ser restablert com a rei de Pèrsia. El nou rei va complir la seva paraula i va tornar als romans d'Orient (591) la Mesopotàmia del nord i una part d'Armènia fins a Dvin (la frontera entre perses i romans d'Orient es va establir als rius Hurazdan i Azat). Dvin ciutat restava en territori persa i cap a l'oest era romà d'Orient. A grans trets la frontera anava des del llac Sevan al Llac Van. També es va modificar la frontera al Curopalatinat de Kartli, frontera que passava per Tbilisi.
Es va donar el nom de Província d'Armènia Prima a la regió de Melitene. El d'Armènia Tertia (abans Melitene) desaparegué substituït per la província de la Gran Armènia que incloïa la Vall de l'Eufrates; l'Armènia Quarta (Mayyafariquin) va canviar de nom i es va dir Mesopotàmia. Es va crear una nova província d'Armènia Quarta o Justiniana Quarta amb l'Anzitene, Astiatene i Arsamòsata; i es van crear dues províncies noves, Armènia interior (l'antiga Armènia Prima engrandida amb territoris cedits pels perses entre Erzurum i Kars) i l'Armènia Inferior (entre Kars i el Llac Sevan i fins als rius Araxes i Kura).
Poc després Fraates va deixar el càrrec i el va substituir Musel II Mamiconi, nomenat ja per Còsroes II.